# Antonius van Paduakerk (Urmond)
De Antonius van Paduakerk is een voormalig kerkgebouw in Urmond (gemeente Stein) in de Nederlandse provincie Limburg. De kerk diende als parochiekerk van de rooms-katholieke parochie van de Antonius van Padua in de wijk Urmond-Oost. Het kerkgebouw bevindt zich aan de Graetheidelaan 54a in het wijkwinkelcentrum. Het is een bakstenen zaalkerk die in gebruik is geweest van 1978 tot 2008.

## Geschiedenis
Urmond-Oost is in de jaren vijftig van de twintigste eeuw gebouwd en door de flinke uitbreiding werd in 1958 het rectoraat Antonius van Padua opgericht. De eerste wijkbewoners waren aangewezen op de kapel van het nabijgelegen Klooster Minderbroeders Conventuelen. Vanaf 1970 werd het gemeenschapshuis het Pater Kolbehuis gebruikt voor kerkdiensten. Door het groeiende aantal woningen en parochianen werd een definitief kerkgebouw noodzakelijk en in 1977 begon de bouw van de huidige kerk. Deze werd op 8 december 1978 plechtig ingezegend. Het rectoraat werd in 1982 verheven tot parochie
In 2008 is de kerk gesloten. De kerktoren is inmiddels afgebroken.